# L'alienista (racconto)
L'alienista è un racconto lungo (considerato da parte della critica un romanzo) dello scrittore e poeta brasiliano Joaquim Maria Machado de Assis.

## Trama
Il protagonista è Simão Bacamarte, un medico rinomato in Portogallo ed in Spagna, il quale decide di specializzarsi nel campo della psichiatria e inizia uno studio sulla pazzia e sui suoi livelli, classificandoli. Fonda la Casa Verde, un manicomio nel villaggio di Itaguaí, e lo riempie di cavie umane. Passa a ricoverare tutte le persone della città che considera pazze: il vano, l'adulatore, il superstizioso, l'indeciso, e così via.
All'inizio, il villaggio plaude alle prestazioni dello "psichiatra", ma le sue esagerazioni causano una rivolta popolare, la ribellione dei "canjicas" (un gruppo di ribelli della città che discorda dalle idee di Simão Bacamarte), capitanati dall'ambizioso barbiere Porfírio. Quest'ultimo ne esce vittorioso, ma successivamente comprende la necessità della Casa Verde, e si allea a Simão Bacamarte.
In seguito, avviene un intervento militare ed i ribelli vengono trattenuti nel manicomio: l'alienista recupera il suo prestigio. Simão Bacamarte, però, arriva alla conclusione che i quattro quinti della popolazione ricoverati erano casi da riconsiderare. Così, inverte il criterio di ricovero psichiatrico e interna la minoranza: gli umili, i leali, gli altruisti ed i sinceri.
L'alienista, comunque, immerso nel suo rigore scientifico, percepisce che i "germi dello squilibrio" prosperano perché erano già "latenti in tutti". Pensando bene, Simão Bacamarte constata che lui stesso è l'unico sano e corretto. Per questo, si ricovera nell'edificio della Casa Verde, dove muore diciassette mesi dopo. Nonostante la diceria secondo cui sarebbe stato proprio lui l'unico pazzo di Itaguaí, Simão Bacamarte riceve gli onori postumi.

## Ideologia
Attraverso l'ossessione scientifica del dottor Simão Bacamarte e le sue conseguenze per la vita di Itaguaí, Machado de Assis, in questo libro, critica l'importazione indiscriminata delle teorie deterministiche e positiviste in Brasile.